# Lithosia usuguronis
Lithosia usuguronis är en fjärilsart som beskrevs av Matsumura 1927. Lithosia usuguronis ingår i släktet Lithosia och familjen björnspinnare. Inga underarter finns listade i Catalogue of Life.